# Station Tretenwalde
Station Tretenwalde was een spoorwegstation in de Poolse plaats Dretynek.